# باغرو (سياهو)
باغرو (بالفارسية: پاگرو) هي قرية تقع في إيران في قسم سیاهو الريفي. يقدر عدد سكانها بـ 144 نسمة بحسب إحصاء 2016.